# Alwalkeria

Alwalkeria a fost un gen de dinozauri saurischieni bazali din India de astăzi. A fost un mic biped omnivor. Puține se știu despre acest dinozaur.